# Năvodari
Năvodari is een stad (oraș) in het Roemeense district Constanța. De stad telt 32.400 inwoners (2002). In 2005 werd de stad voorgedragen als de nieuwe hoofdstad van Roemenië, maar dit verzoek werd afgewezen vanwege het lage inwonersaantal.